# Muzeum Regionalne w Piasecznie
Muzeum Regionalne w Piasecznie – muzeum z siedzibą w Piasecznie. Placówka jest miejską jednostką organizacyjną.
Placówka mieści się w budynku dawnej plebanii przy kościele Św. Anny. Powstało w 2004 roku, a jego otwarcie było częścią obchodów 575-lecia nadania Piasecznu praw miejskich. Jego zbiory pochodzą z kolekcji: miejscowego regionalisty Jerzego Duszy, Towarzystwa Przyjaciół Piaseczna oraz Miejsko-Gminnego Ośrodka Kultury. W ramach ekspozycji prezentowana jest wystawa pt. „Piaseczno miasto królewskie i narodowe”, zawierająca pamiątki historyczne, w tym m.in. dokumenty, zdjęcia, mapy wydawnictwa, dawne przedmioty codziennego użytku oraz militaria. 
Muzeum jest obiektem całorocznym, czynnym od środy do niedzieli. Wstęp jest płatny. 